# Навозохранилище

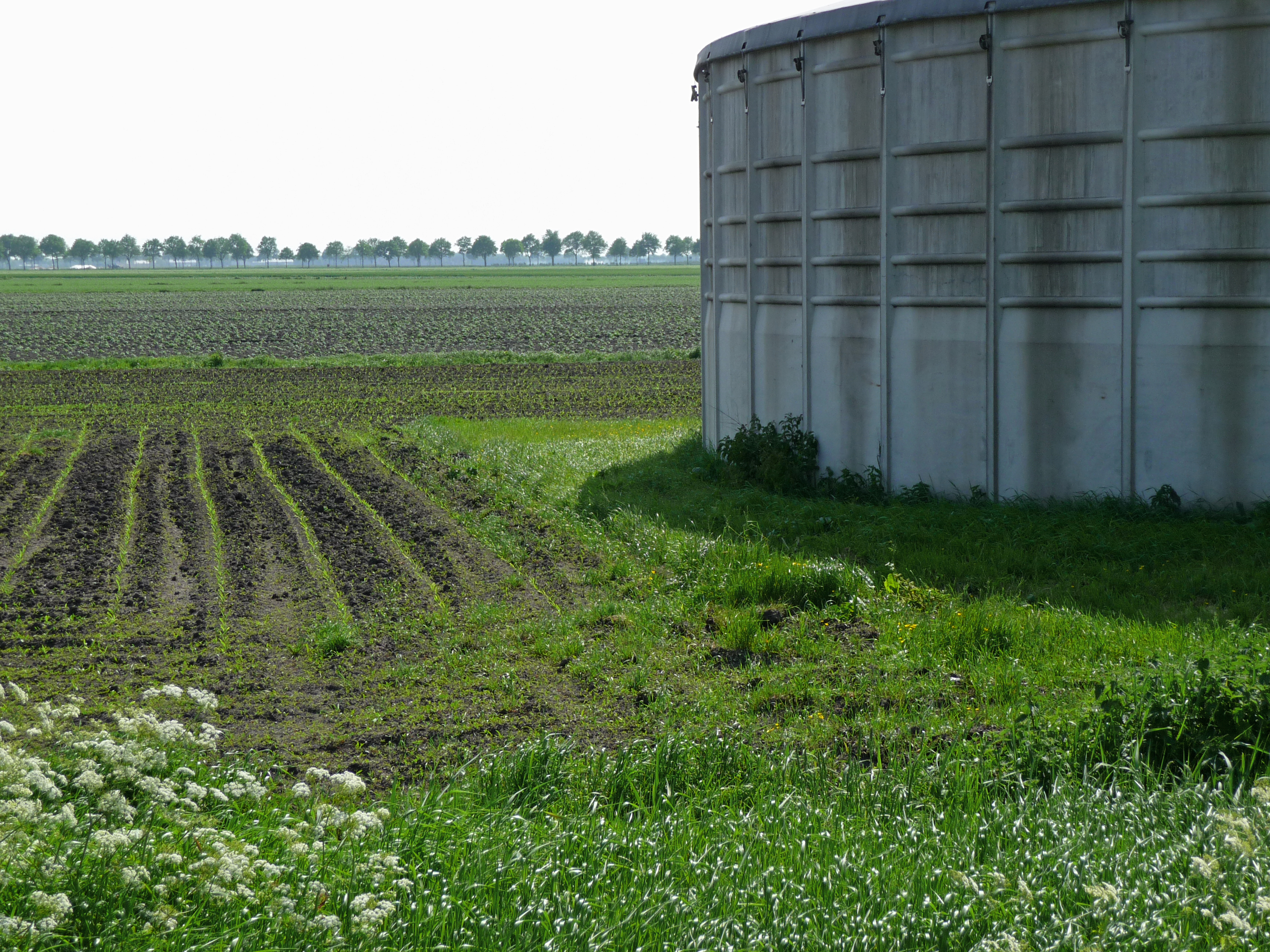
Крытое навозохранилище. Нидерланды, фотография 2012 года

Наво̀зохрани́лище (устар. гноище, гноевица, гноянка, померка) — сооружение, предназначенное для сбора, хранения и обеззараживания навоза. Современная технология навозоудаления при содержании сельскохозяйственных животных обычно заключается в транспортировке навоза из помещений, в которых они содержатся, сначала в поперечный канал, затем в навозосборник, затем — в мобильные транспортные средства, с помощью которых навоз доставляется в навозохранилище.
Для сооружения, предназначенного для сбора, хранения и обеззараживания помёта (экскрементов домашних птиц и домашних кроликов), — по аналогии с навозохранилищем — используется термин помётохранилище.

## Типы навозохранилищ

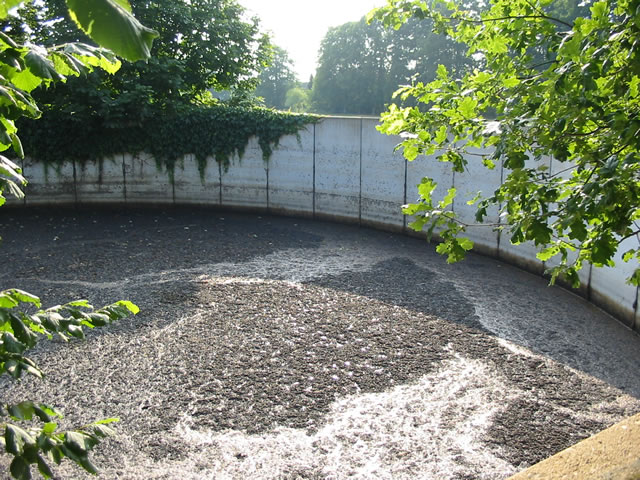
Открытое заглублённое навозохранилище. Германия, фотография 2005 года

В зависимости от того, взаимодействует ли навоз в процессе хранения с атмосферными осадками, различают открытые навозохранилища, в которых навоз хранится под открытым небом, и крытые навозохранилища (в литературе по отношению к ним иногда используется термин закрытые навозохранилища), в которых навоз от осадков защищён. Крытые (закрытые) навозохранилища могут представлять собой как отдельно стоящие постройки, так и пристройки к помещениям, в которых содержится скот; кроме того, они могут иметь форму траншей и располагаться непосредственно под полом помещений с животными. Среди закрытых навозо- и помётохранилищ выделяют хранилища анаэробного типа, в которых хранение и обеззараживание навоза (помёта) проходит без доступа воздуха.
В зависимости от уровня дна выделяют наземные навозохранилища (называемые также незаглублёнными) и заглублённые навозохранилища. Открытое заглублённое навозохранилище представляет собой площадку с твёрдым покрытием, углублённую по крайней мере на 0,5 м; её стены и дно обычно облицовывают влагонепроницаемыми материалами.
По местоположению различают прифермерские навозохранилища, расположенные непосредственно на той территории, где содержатся сельскохозяйственные животные, и полевые навозохранилища — сооружения, которые находятся около сельскохозяйственных угодий.

## Характеристики навозохранилищ
Основными факторами, от которых зависит выбор того или иного типа навозохранилища, являются размеры животноводческих хозяйств, навоз из которых будет поступать в данное навозохранилище, близость расположения навозохранилища от населённого пункта, характер грунта, а также климатические условия местности. Так, на территориях с длительными холодными зимами обычно используют закрытые навозохранилища.
Навозохранилища обычно имеют монолитное бетонное дно с уклоном 0,3 % в сторону жижесборника — специального сооружения для сбора, хранения и обеззараживания навозной жижи. Глубина навозохранилища обычно определяется техническими характеристиками машин и механизмов, используемых для загрузки и выгрузки навоза, но обычно она не превышает пяти метров.
При определении необходимой для конкретного хозяйства (фермы, комплекса) ёмкости (вместимости) навозохранилища учитывают такие факторы, как количество содержащегося скота, способы содержания животных (к примеру, на вместимость навозохранилища сильно влияет продолжительность стойлового периода), уровень механизации удаления навоза из мест содержания животных, сроки его хранения. Обычно ориентируются на то, чтобы навозохранилище обеспечивало хранение навоза до его перевозки на поля в течение по крайней мере трёх месяцев. Ещё одним фактором, который может влиять на длительность хранения навоза, является срок, необходимый для подавления жизнеспособности содержащихся в навозе семян сорных растений. Максимальный срок хранения навоза в навозохранилище составляет полгода.

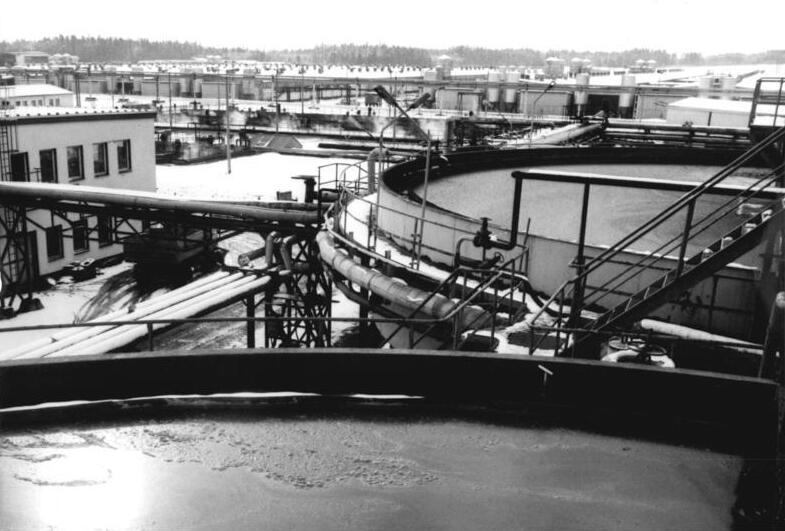
Комплекс навозохранилищ в Нойштадте-на-Орле, Германия. Фотография из Федерального архива Германии (1990)

## Характеристики хранящегося в навозохранилищах навоза
Бесподстилочный навоз (помёт), хранящийся в навозохранилище (в помётохранилище), со временем обычно разделяется на три слоя: вверху расположен плавающий слой (так называемая корка), на дне хранилища скапливается осадок, между ними образуется промежуточный слой — так называемая осветлённая жидкая фракция.

## Карантинирование навоза
В некоторых случаях (особенности при эпизоотической опасности) навоз помещают в навозохранилища (помёт в помётохранилища) не сразу, а только после проведения исследований на предмет определения эпизоотической обстановки. Предварительное хранение навоза (помёта) производится в специально подготовленных накопителях — в навозоприёмниках (помётоприёмниках), на площадках, в карантинных ёмкостях — и называется карантинированием навоза (карантинированием помёта). Подобные мероприятия позволяют предотвратить распространение заразных болезней, локализовать их и ликвидировать.

## Навозопогрузчики для работы в навозохранилищах
Для работы в навозохранилищах используются навозопогрузчики различных типов. Самоходный крановый навозопогрузчик отличается возможностью самостоятельно передвигаться вдоль навозохранилища, а также наличием виброгрейфера — специального рабочего органа, представляющего собой грейфер с вибратором. Навесной грейферный навозопогрузчик отличается отсутствием самоходности (обычно он навешивается на самоходное шасси), а также использованием для захвата навоза и его погрузки грейфера, управляемого гидроцилиндром.

## Правовой статус навозохранилищ в России
В России навозохранилища (как и помётохранилища) относятся к объектам размещения отходов («специально оборудованным сооружениям, предназначенным для размещения отходов»), в связи с чем каждое навозохранилище, как и все другие объекты размещения отходов, в соответствии с Федеральным законом от 24 июня 1998 № 89-ФЗ «Об отходах производства и потребления», должно быть оснащено техническими средствами и технологиями для обезвреживания отходов и их безопасного размещения, — а также должно быть занесено в государственный реестр объектов размещения отходов.
Объекты размещения отходов объединяют объекты хранения отходов и объекты захоронения отходов — навозохранилище (как и помётохранилище) входит в список видов первой группы. Как и для всех других объектов хранения отходов, на территориях размещения навозохранилищ и помётохранилищ (а также в пределах воздействия этих объектов на окружающую среду) должен осуществляться мониторинг состояния и загрязнения окружающей среды. Кроме того, навозохранилища и помётохранилища, как и другие объекты хранения отходов, должны соответствовать установленным по отношению к таким объектам гигиеническим требованиям: они должны размещаться на обособленных территориях за пределами жилой зоны, а также соответствовать требованиям, которые установлены для санитарно-защитных зон.